# Iglesia de Santiago (Ávila)
La iglesia parroquial de Santiago es una iglesia de España localizada en la ciudad de Ávila (provincia de Ávila, comunidad autónoma de Castilla y León). Emplazada en la parte meridional del casco histórico de la ciudad, declarado Patrimonio de la Humanidad, el estilo arquitectónico principal que presenta hoy en día el edificio es gótico tardío (siglo XVI), aunque su construcción original remite al periodo artístico románico. Cuenta con una única nave y su elemento más característico es la torre campanario con planta octogonal, probablemente del siglo XIV. El retablo de la iglesia constituye un notable ejemplo de la presencia de elementos jacobeos en los templos situados en el Camino de Santiago. Fue declarada Bien de Interés Cultural con la categoría de monumento el 13 de abril de 1983.